# Trebovec
Trebovec je naseljeno mjesto u Republici Hrvatskoj u Zagrebačkoj županiji. Nalazi se u sastavu grada Ivanić-Grada. Naselje se proteže na površini od 14,84 km². Prema popisu stanovništva iz 2001. godine Trebovec ima 376 stanovnika koji žive u 122 kućanstva. Gustoća naseljenosti iznosi 25,34 st./km².

## Stanovništvo
| broj stanovnika | 685   | 714   | 686   | 813   | 858   | 910   | 812   | 766   | 629   | 621   | 543   | 460   | 377   | 320   | 376   | 347   | 323   |
|                 | 1857. | 1869. | 1880. | 1890. | 1900. | 1910. | 1921. | 1931. | 1948. | 1953. | 1961. | 1971. | 1981. | 1991. | 2001. | 2011. | 2021. |

## Slavenska mitologija
Vitomir i Juraj Belaj u knjizi Sveti trokuti—Topografija hrvatske mitologije povezuju Trebovec s Veleševcem i Martin-Bregom. Smatraju kako se u slavenskoj mitologiji na Martin-Bregu nalazio Perun, njegova lokacija je uvijek „gore i na suhome“ te označava svijet živih. S druge strane Peruna se nalazi Veles. Njegov svijet je svijet mrtvih, a uobičajeno se nalazi „dolje i uz vodu“. Treću točku ovog trokuta autori pronalaze formulom kojom dobivaju lokaciju 280 metara sjevernije od crkve sv. Benedikta u Trebovcu, odnosno 36 metara dalje od odvojka za zaselak Matkere. Navode kako je taj odvojak bio jedino križanje u selu, mjesto čaranja i gatanja, straha od natprirodnih sila, vještica i vila. Smatraju kako je u Trebovcu bilo izvorno mjesto žrtvovanja velikoj Majci, nazvanoj Mokoš.

## Templari i ivanovci
Kralj Andrija II. 1209. godine daruje templarima bogati posjed sv. Martina kod Zagreba i Zeline. To je ujedno i prvi dokument koji spominje ime Trebovca:            
Templari su Božjakovinu ukupno posjedovali 103 godine, a podaci pokazuju da su gospodari Božjakovine bili među najmoćnijim feudalcima u tadašnjoj Hrvatskoj i Slavoniji. Nakon ukidanja reda templara njihove posjede u Božjakovini dobivaju ivanovci. Za to vrijeme prostor Trebovca je  u vlasništvu župana Parisa iz Glavnice što pokazuje njegova oporuka iz siječnja 1376. godine u kojoj spominje predije Veprovicu i Gosto Selo, podanije iz Črneca, dijelove u posjedima Zeline, Četelke i Trebovca koje je dobio od perceptora Svetog Martina.Tahy, Zrinski i Draškovići

## Tahy, Zrinski i Draškovići
Dolaskom Tahyja na čelo posjeda Božjakovina dolazi do potpune sekularizacije i Crkva ima tek manji utjecaj na njega. Kako bi se to ispravilo Ivanov je sin Franjo ušao u red hospitalaca te su posjedi trebali biti vraćeni Crkvi kada ih on naslijedi. To se nije dogodilo jer je Ivan Tahy izgubio sve svoje posjede, a među njima i Božjakovinu koju je 1527. godine zaplijenio kralj Ferdinand nakon što je Tahy stao uz protukralja Ivana Zapolju. Kralj nakon toga kratko dodjeljuje posjed Božjakovinu s oko 300 kmetova banu Ivanu Karloviću, no posjed ne ostaje dugo ni u njegovom vlasništvu pa kralj već naredne godine predaje vlastelinstvo knezu Nikoli Zrinskom. Ni Nikola Zrinski nije dugo zadržao vlasništvo, već ga dodjeljuje zetu Franji Tahyju kao miraz za svoju kćer Jelenu. Na taj način Franjo Tahy ipak postaje vlastelinom Božjakovine. Njegovo vlastelinstvo trajalo je 10 godina nakon čega ga ponovno predaje Nikoli Zrinskom. Nakon njegove pogibije u Sigetu i sudskog spora oko vlasništva nad Božjakovinom, vlastelinska prava ponovno dobiva Jelena, odnosno Franjo Tahy.  Uvođenjem Franje Tahyja i formalno u posjed vlastelinstva 1573. godine saznajemo i njegov sastav:
Franju Tahyja naslijedili su sinovi, a kasnijim zaduživanjem vlastelinstvo je pripalo Jurju Jankoviću od kojeg je Juraj Zrinski, sin Nikole Zrinskog, zaposjeo Božjakovinu 1597. godine. Na taj je način Božjakovina već treći put došla u posjed obitelji Zrinski, ovaj put na razdoblje od 73 godine. Kralj Leopold I. 1685. godine vlastelinstvo predaje grofu Ivanu Draškoviću koji je za njega platio 18 733 rajnskih forinti, puni iznos njegove procijenjene vrijednosti. Draškovići su od tada 163 godine feudalni gospodari, sve do ukidanja feudalnih odnosa 1848. godine. Zemaljska vlada je otkupila posjed 1896. godine od njihovih nasljednika za 1 910 144 forinti i „pretvorila u ogledno poljoprivredno gospodarstvo“.  

## Trebovečki hrast
Josip Klobučar, piše u Gospodarskom listu, XIV. 1866., br. 16, 19. IV., str 90, priču o "Trebovačkom hrastu" koja će se pamtiti još generacijama:

## Moderna i suvremena povijest
Shodno povijesnoj pripadnosti posjedu Božjakovina Trebovec dugo godina pripada pod administrativnu upravu Dugog Sela. Novim zakonom iz 1955. godine Dugo Selo postaje općina te su sva područja bivše općine Posavski Bregi, unutar koje se nalazi i Trebovec, izmještena u općinu Ivanić-Grad kojoj i sada pripadaju.
Nositelji društvenog i kulturnog života na prostoru Trebovca su dvije udruge: Lovačko društvo „Srna“ Trebovec (o.1997)  i Dobrovoljno vatrogasno društvo Trebovec (o. 1921).

## Znamenitosti
- Crkva sv. Benedikta, zaštićeno kulturno dobro

## Popis izvora o Trebovcu

### Arhiv
Privatna arhiva Dobrovoljnog vatrogasnog društva Trebovec.
Internet Archive: Uspomena na Trebovec.

### Novine
Dostupno na portalu Stare hrvatske novine: portal digitalnih novina.
„Dopisi“. Novi prozor. 28. prosinac 1867.
„Dražba“. Narodne novine. 27. ožujka 1862.
„Iz suda“. Narodne novine. 2. travanj 1890.
„Jubilarno-izložbena utrka“. Narodne novine. 14. rujan 1891.
„Oglas—lovište“. Narodne novine. 11. srpanj 1883.
„Oglas—mesarija i vinotočija“. Narodne novine. 12. studeni 1892.
„Oglas—šume“. Narodne novine. 16. rujan 1882.
„Otvoreni listovi“. Zatočenik. 10. kolovoz 1870.
„Pregled c.kr. političkih okružnih oblasti u krunovini Hervatskoj i Slavonii: Župania zagrebačka“. Narodne novine. 15. siječnja 1851.
„Prodaja trave“. Narodne novine. 21. lipanj 1851.
„Prodaje se“. Narodne novine. 28. srpanj 1862.
„Trebovečki hrast“. Narodne novine. 23. siječnja 1866.
„Zahvala Medicinskog fakulteta“. Narodne novine. 26. studeni 1892,
„Zahvala“. Narodne novine. 28. prosinac 1982.
„Zemaljsko dobro Božjakovina“. Gospodarski list. 5. listopada 1902.
Benko Lentulay. „Zvanična čast: Pregled političkog i sudbenog razdieljenja kraljevinah Hervatske i Slavonie“. Narodne novine. 13. lipanj 1854.
Dr. Rulitz. „Objava“. Carsko kraljevske narodne novine. 17. srpanj 1854.
J. Klobučar. „Trebovečki hrast“. Gospodarski list. 19. travanj 1866.

### Mrežni izvori
Acta Croatica: toponim Trebovec
Dugo Selo: Povijest Dugog Sela   Arhivirana inačica izvorne stranice od 26. lipnja 2022. (Wayback Machine)
DVD Trebovec proslavio 100 godina rada, u novo stoljeće s dobrim temeljima daljnjeg napretka. 
Ivanić-Grad: Prvi puta u sto godina postojanja DVD Trebovec ima navalno vatrogasno vozilo. 